# Valgamaa
Nota linguística: Não confundir krahvkond (condado) com maakond (divisão administrativa)..
Valgamaa (em estoniano Valga maakond ou Valgamaa), é um dos quinze condados (maakond) da Estónia.

## Geografia
Sua capital é Valga, que está localizada na fronteira da Estônia com a Letônia. Está situado na parte sul da República da Estônia e faz divisa com os condados de Põlva e Võru a leste, Letônia ao sul e a oeste, condados de Viljandi e Tartu a norte. 2.6% do total da população da Estônia vive no condado de Valga.

## Política
Atualmente existem treze governos locais (municípios) no condado. Todos os governos locais cooperaram na Associação de Autoridades Locais do Condado de Valga.
De acordo com a lei de 13 de dezembro de 1995, o governo (em estoniano: maavalitsus) de cada condado é exercido por um governador de condado (em estoniano: maavanem), que representa o governo nacional à nível regional. Segundo essa lei, um governador de condado é indicado para o cargo por um período de cinco anos pelo Governo da República, por proposição do Primeiro-ministro e com o consentimento das Autoridades Locais.

### Governador
O governador representa os interesses do Estado no condado e deve cuidar para que haja um desenvolvimento amplo e equilibrado de todos os municípios do condado. Entre outras obrigações, ele coordena a cooperação entre os cargos regionais e os ministérios e outras administrações e autoridades locais. Além disso, ele é responsável pela distribuição e aplicação dos recursos recebidos do Estado, aprova os planos a serem adotados e fiscaliza a sua execução. 
Ele supervisiona os trabalhos dos governos locais, representa os municípios rurais nos tribunais.
Desde 2004, Georg Trašanov é o governador do condado de Valga.

## Municípios
O condado está subdividido em treze municípios: dois municípios urbanos (estoniano: linnad - cidades) e onze municípios rurais (estoniano: vallad - comunas ou paróquias).
Municípios urbanos:
- Tõrva
- Valga

Municípios rurais:

O lugar povoado: cidade (linn), pequeno borough (alevik) ou vila (küla), sede de 
município rural (vald), aparece entre parênteses ao lado de seu respectivo município.
- Helme vald — (Tõrva linn)
- Hummuli vald — (Hummuli alevik)
- Karula vald — (Lüllemäe küla)
- Õru vald — (Õru alevik)
- Otepää vald — (Otepää linn)
- Palupera vald — (Hellenurme küla)
- Puka vald — (Puka alevik)
- Põdrala vald — (Riidaja küla)
- Sangaste vald — (Sangaste alevik)
- Taheva vald — (Laanemetsa küla)
- Tõlliste vald — (Tsirguliina alevik)

## Ver também

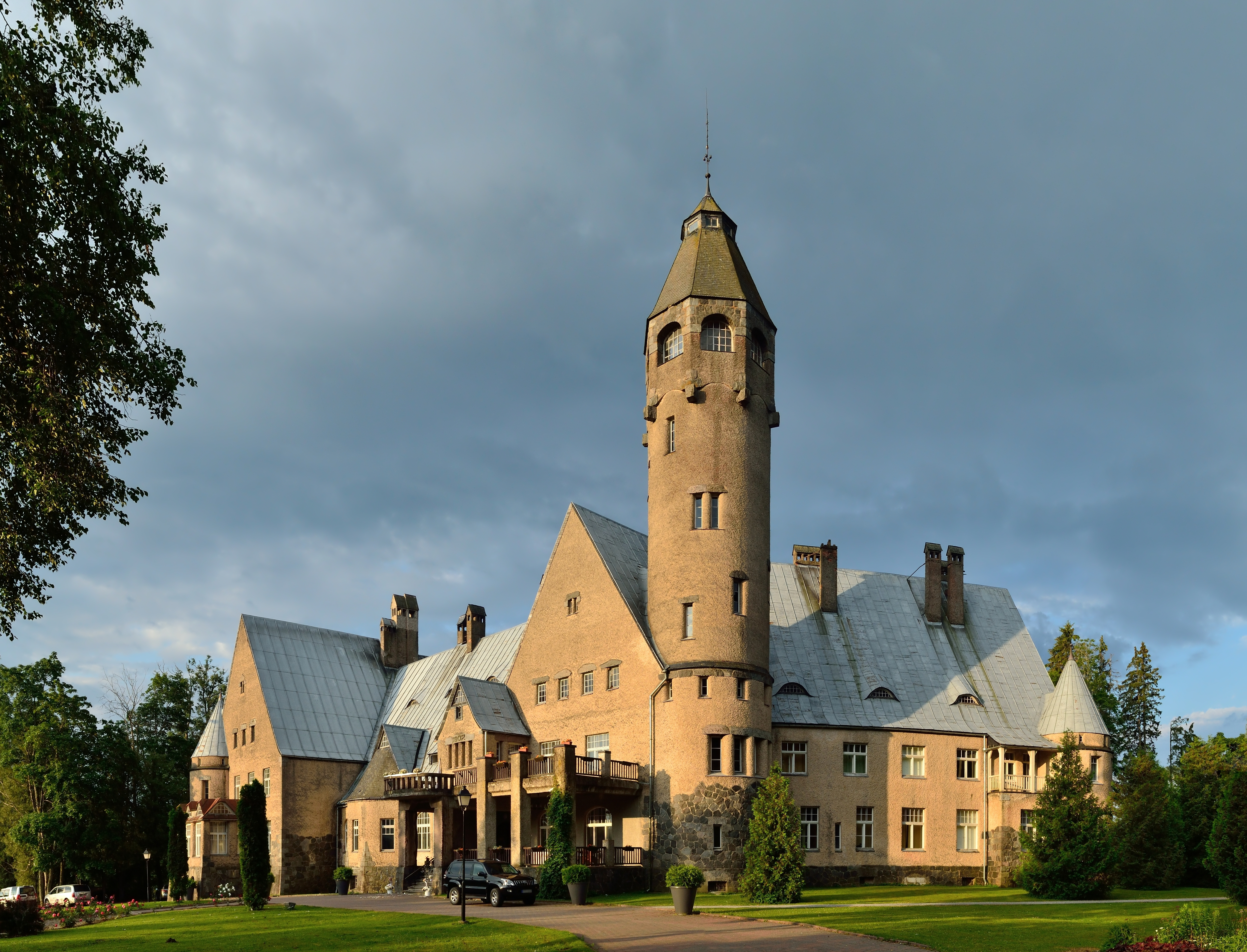
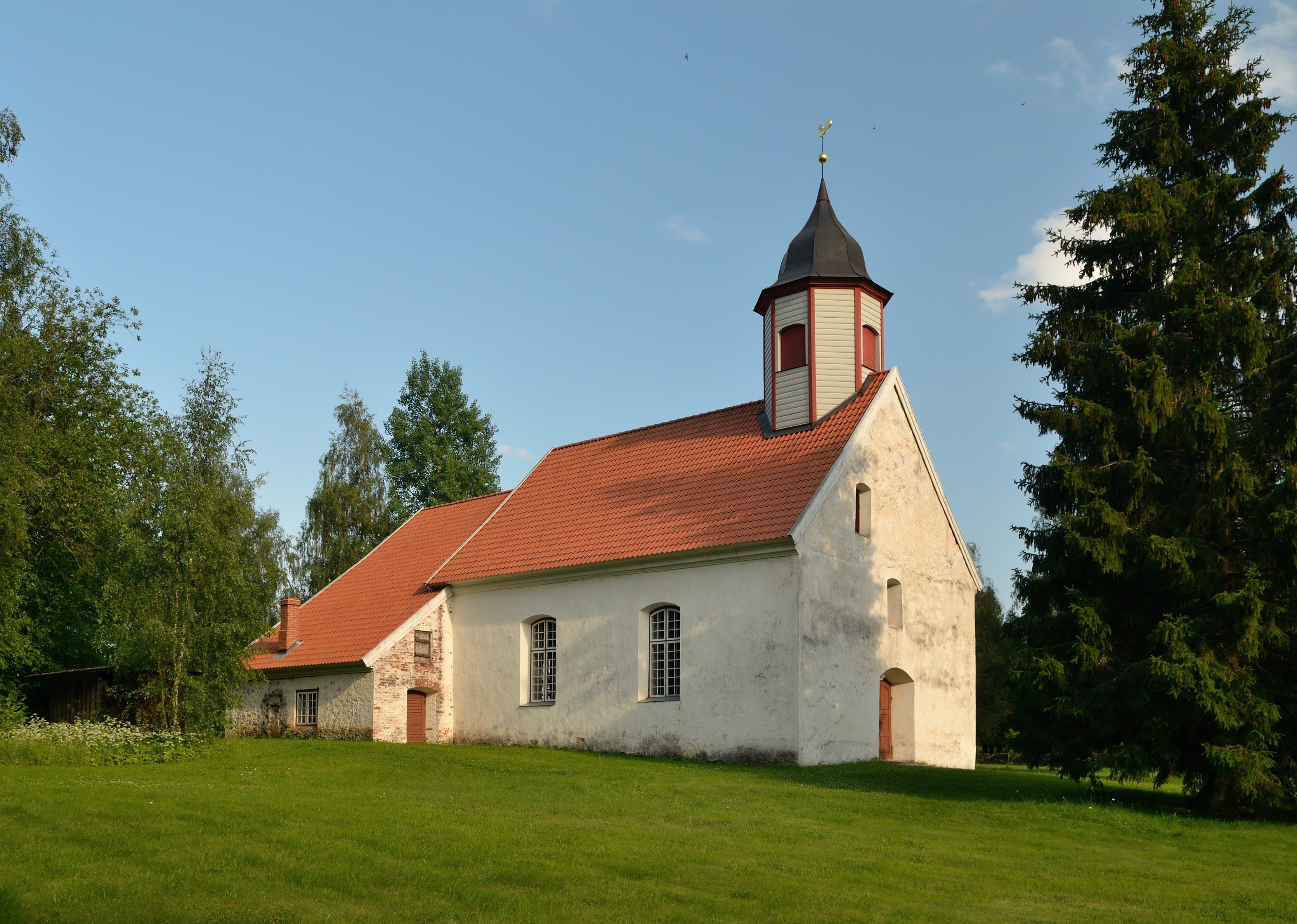
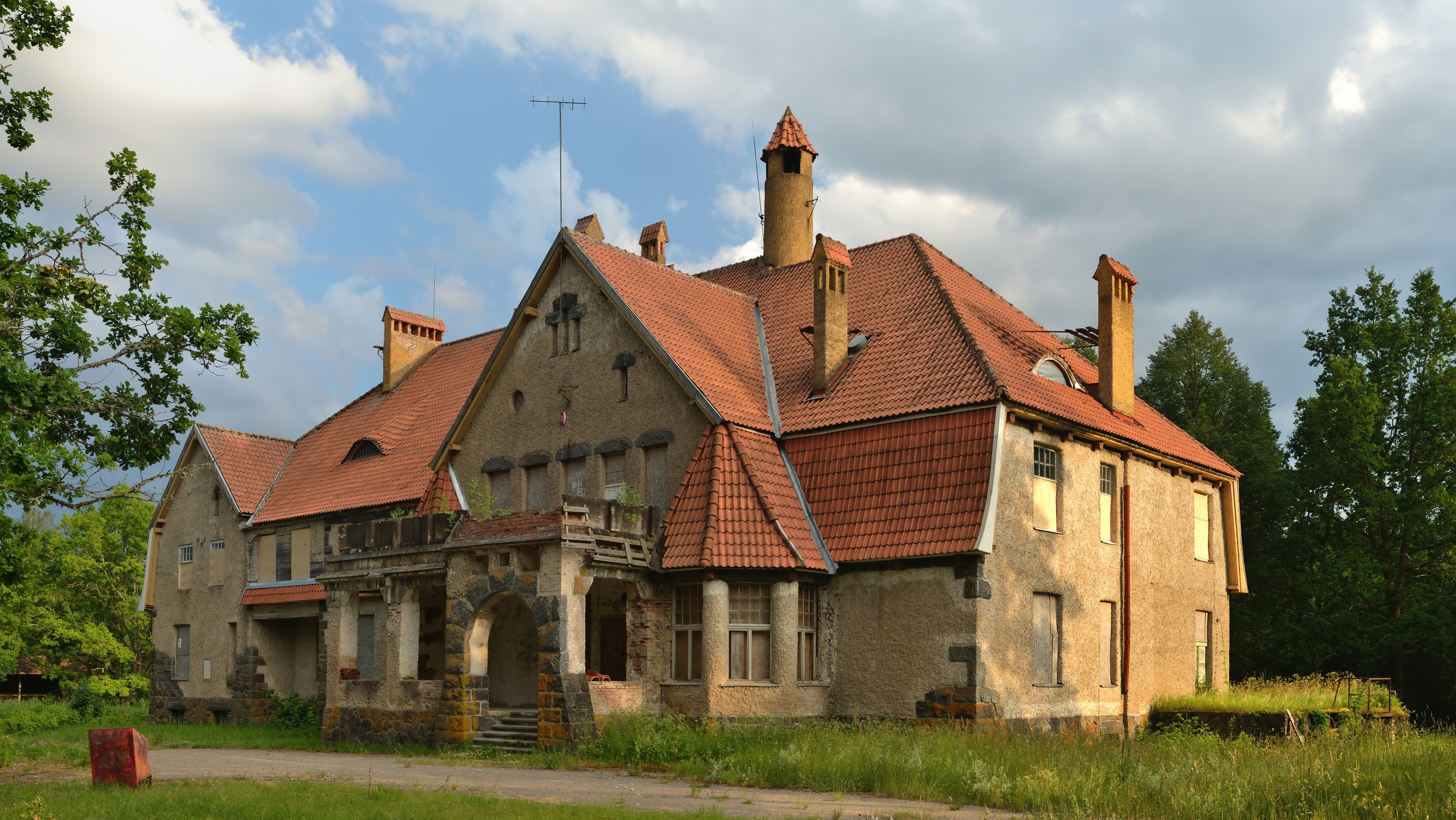
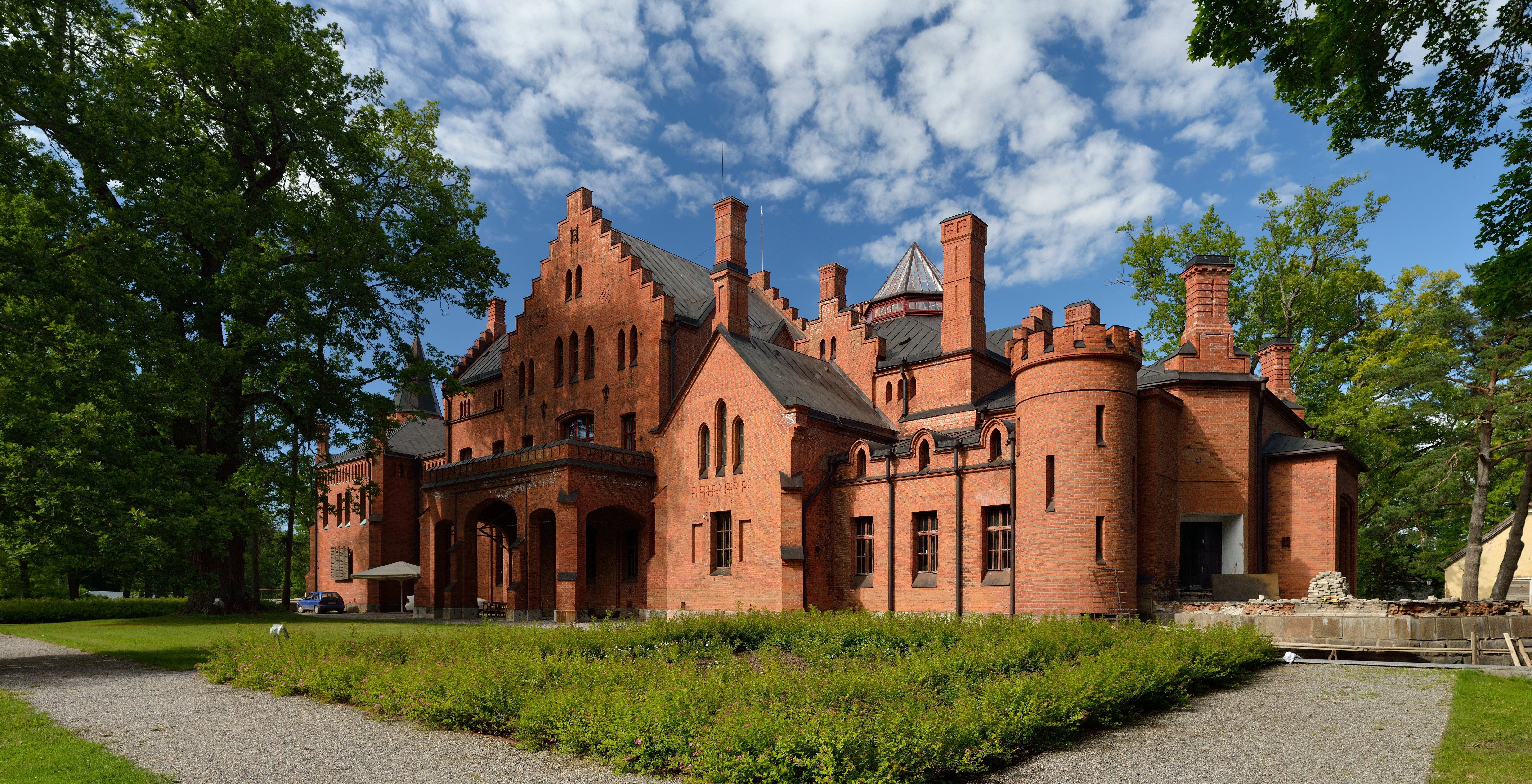
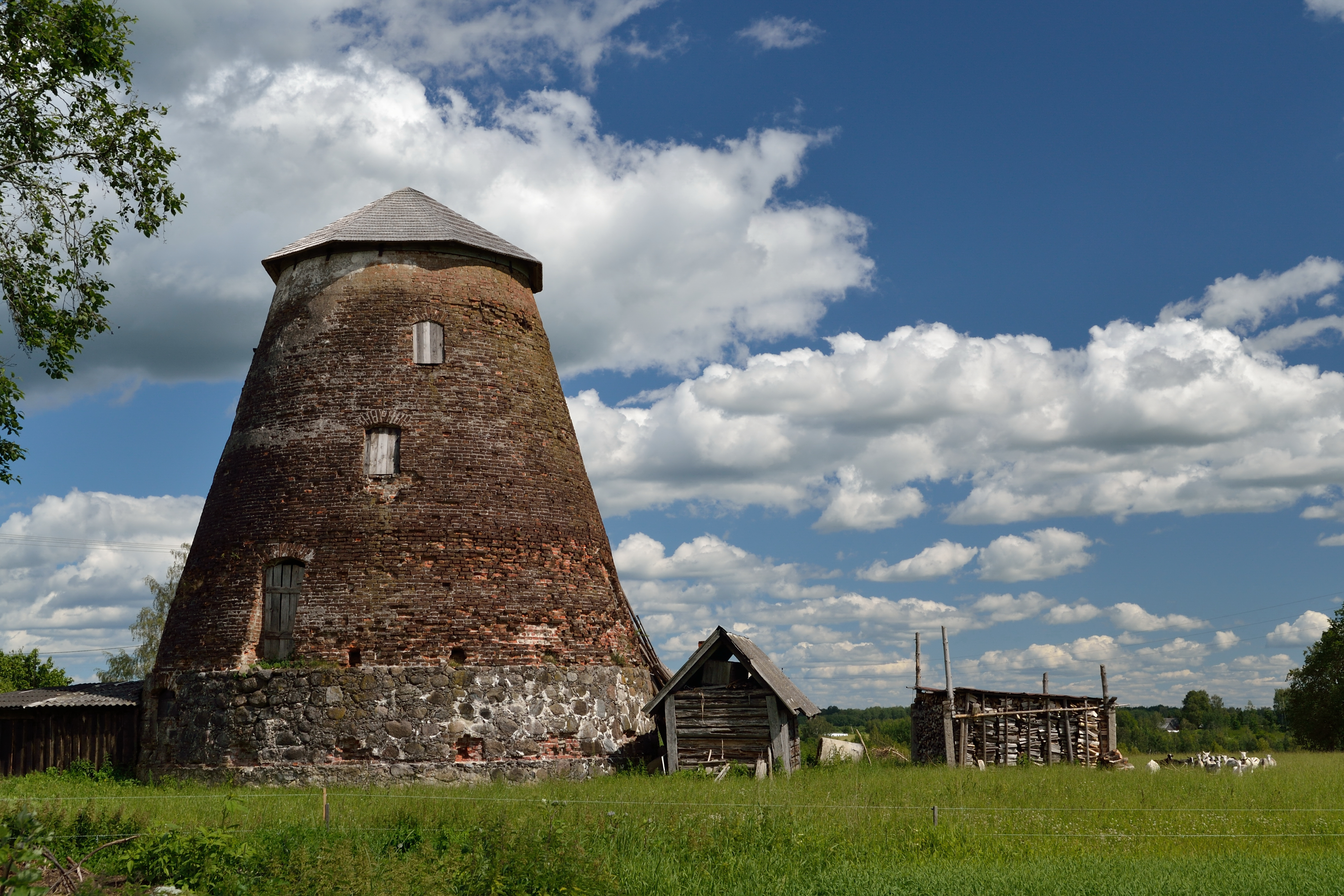
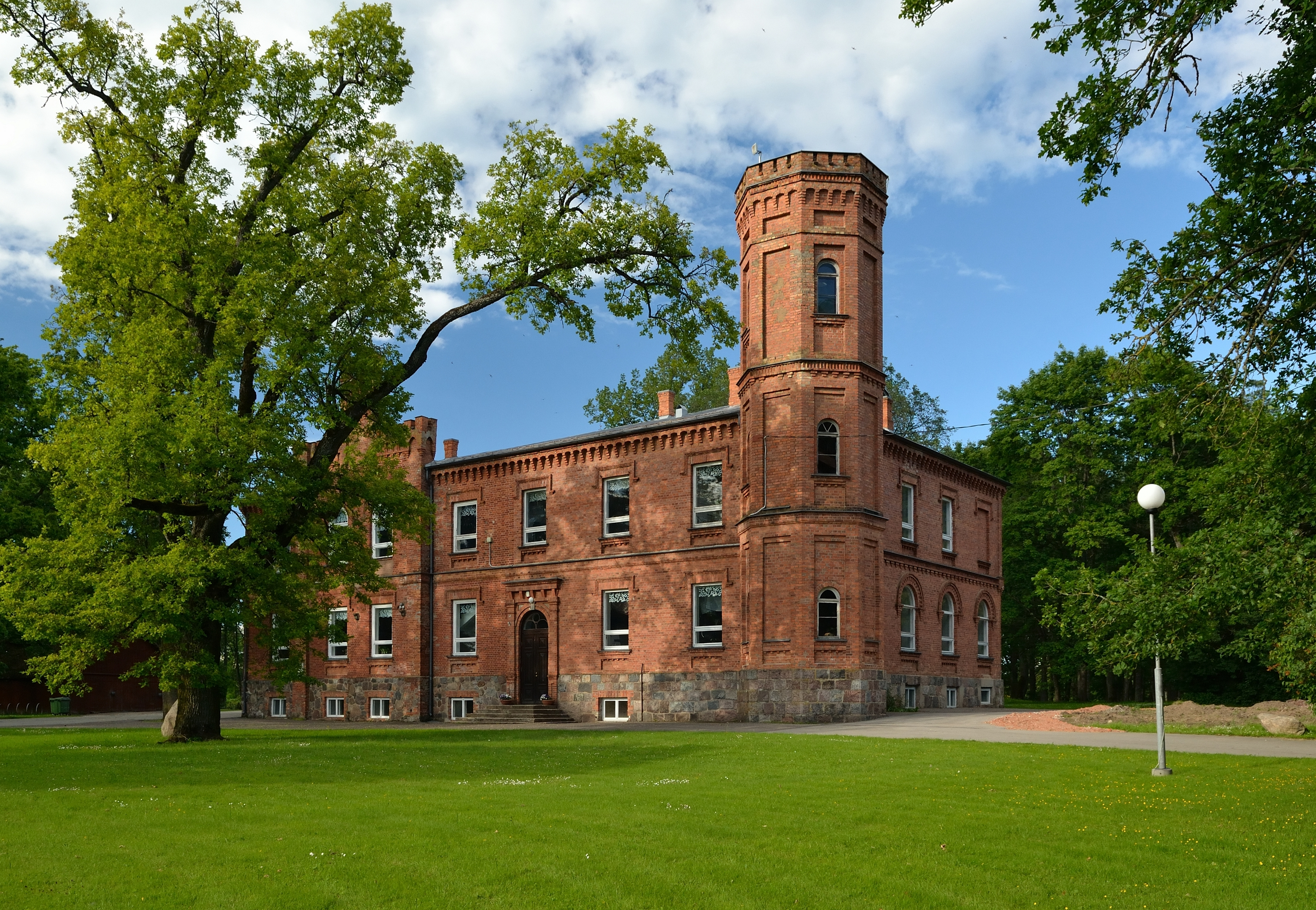

## Referência
1. ↑  Statistics Estonia - Dados de 1 de janeiro de 2007 calculados com base nos dados ajustados do censo populacional de 2000.